# Хорст Щумпф
Хорст Щумпф (на немски: Horst Stumpff) е германски офицер, който служи по време на Първата и Втората световна война.

## Живот и кариера
Хорст Щумпфт е роден на 20 ноември 1887 г. в Гисен, Германия. През 1907 г. постъпва в армията като офицерски кадет от 54-ти пехотен полк. Участва в Първата световна война, а след нея се присъединява към Райхсвера. На 1 юли 1935 г. е издигнат в чин оберст. През 1938 и 1939 г. командва 3-та танкова бригада. На 1 март 1939 г. е издигнат в чин генерал-майор. Между 8 октомври 1939 и 11 ноември 1940 г. командва 3-та танкова дивизия. След това поема 20-а танкова дивизия, където остава до 10 септември 1941 г. На 1 февруари 1941 г. е издигнат в чин генерал-лейтенант, а на 29 септември същата година е награден с Рицарски кръст. На 1 април 1942 г. заема поста инспектор на 1-ви военен окръг (Wehrkreis), а през 1944 г. става генерал-инспектор на танковите войски на резервната армия (Ersatzheer). На 9 ноември 1944 г. е издигнат в чин генерал на танковите войски. Умира на 25 ноември 1958 г. в Хамбург, Германия.